# Vlad Țepeș (Călărași)
Vlad Țepeș è un comune della Romania di 2 329 abitanti, ubicato del distretto di Călărași, nella regione storica della Muntenia.
Il comune è formato dall'unione di 2 villaggi: Mihai Viteazu e Vlad Țepeș.